# 変則将棋
変則将棋（へんそくしょうぎ）とは、将棋の盤と駒を用い、将棋とは異なるルールで対戦するゲーム（フェアリー）の総称である。どのゲームも2人で行うことを原則としており、駒の動かし方や勝敗の判定などは基本的に将棋と同じである。将棋のルールに様々な制約を課すことで、将棋とは別のゲームとなる。いくつかのゲームは一部の情報が隠されているか、確率に左右されているため、二人零和有限確定完全情報ゲームではない。

## 持ち駒に関するルールをアレンジしたもの

### 持ち駒不使用将棋
持ち駒の使用を禁止した将棋。持ち駒使用禁止将棋、持ち駒禁止将棋とも呼ばれる（取った駒は自らの持ち駒として使えず、そのまま駒箱にもどす）。駒が消耗して盤上にお互いの玉将（王将）だけが残ると、引き分けとなる。盤上の駒が減っていく西洋のチェスと類似の展開になる。チェスのステイルメイトと同様、王手はかかっていないが合法手がない状態になる場合があるが、本将棋のルールに則り合法手がない状態にされたら負けとなる。
つくば市や隣接する土浦市などで比較的盛んである。
長所
- ルールがシンプルになるので、まったく将棋を知らない入門者に教えやすくなる。
- 対局時間は短くなる場合が多いので、大会運営が容易になる。

短所
- 持ち駒使用は日本伝統の本将棋の特徴であるので、その伝統が損なわれることになる。
- どうしても引き分けが増加する。

### 取る一手将棋
自分の番で駒が取れる状態にあれば、必ずその駒を取らなければならない。この将棋で初手▲7六歩とした場合、次に歩が取れるので▲3三角成とさせられてしまう。
玉将で取れるときは玉将で取らなければならない、王手をかけられたときは逃げることもできる、などの特別ルールを採用することもある。
初手から先手が詰みまで持ち込んでしまう定跡が研究されている。

### 資本還元将棋
持ち駒の数に制限がある。持ち駒の総数がある一定の数（4枚が多い）を越えると負けになる。
持ち駒を上限いっぱいに持つと、玉や大駒を狙われても取り返せない全く無防備な状態になるため、取った駒は積極的に盤上に打ち込んでいかなければならない。例えば、持ち駒が満杯の状態で、玉の前に頭金を打たれると詰みになってしまう（取ると持ち駒制限で反則負け）こともある。また二歩のルールによりと金を作らない限り歩は9枚までしか盤上に置けないので、歩を取る時は注意が必要である。逆にわざと不要な駒を相手に多く与えて持ち駒をあふれ返らせるような作戦も有効である。

### 歩を笑うものは歩に泣く将棋
歩兵を先に5枚取ったほうが勝ちというルール。

## 指し手順をアレンジしたもの

### トランプ将棋
1980年代後半に流行しだしたと考えられている。
トランプ（プレイングカード）を用いてゲームを行うことからこの名称がある。将棋盤と駒のほかに、トランプ数組ぶんの1～9までのカードを用意する。1手ごとにカードを1枚引き、出たカードの筋（先手から見て、いちばん右が1筋、以下左に2筋、3筋、……9筋）に駒を動かすか、その筋に持ち駒を打つ（初期状態で先手が4を引いた場合、▲4八玉、▲4八飛、▲4八金、▲4八銀または▲4六歩のいずれかの応手となる）。出たカードの筋にある駒しか動かせないルールもある（このルールでは、初期状態で先手が4を引いた場合は、▲5八金右、▲4八金、▲3八金または▲4六歩のいずれかとなる）。
カードにジョーカーを加えることもある。ジョーカーが入っている場合、ジョーカーを引いた人は任意の駒を動かす（または持ち駒を打つ）ことができる。
玉将が詰められるか、出たカードの筋に動かせる駒がないときは負けとなる。このルールは不自然なため（松田道弘はそのバカバカしさが受けるのだろうと評している）、動かせる駒がないときは、カードを引き直すルールもあると見られる。王手をかけられたときはカードを引かず、任意の駒を動かし、または合駒を打って王手を解消できる。

### じゃんけん将棋
じゃんけんしょうぎとは異なる。
先手・後手の区別がなく、手番をじゃんけんによって決める。振り駒はせず、まずじゃんけんを行い、その勝者が手を指す。その後も一手指すごとにじゃんけんを行い、その勝者が指す。じゃんけんに勝ち続ければ何手でも続けて指せるというわけである。
ただし、王手がかかった場合はじゃんけんをせずに、王手をかけられた方に手番が移り、そこで王手を解消しなければならない。解消できなければ詰みとなり、負けとなる。

### ここせ将棋
将棋の指し手中、一度だけ相手の手を任意に選択できる。通常の将棋と同様に対局を行うが、ここせの権利を保持しているものは任意のタイミングで、自分の手を指した後、相手の手を強制的に自分で選ぶことができる。また、「ここせ」の次の手で相手玉が一手詰めとなるという状況でのみ利用できる、とするものもある（「ここせフィニッシュ」）。
いわゆる「待った」と違い「ここせ」は、大駒を取らせる手や、玉将を危険位置にもってこさせるなど自由な選択ができる。ただし、反則手は選択できず、さらに通常のルールでは一局を通して1回だけ、と回数が決まっている。
ゲームの名称は、将棋用語での「ここせ」、こう指してくれと頼んだかのような手、注文どおりの手を指す言葉から来ている。

### 二手指し将棋
一度に2手ずつ指せる。最初の先手に限り1手しか指せないが、その後は後手が2手動かし、以後はお互いが一度に2手ずつ指していく。同じ駒を2度動かしてもよいし、別々の駒を1手ずつ動かしてもよい。また駒を2枚打つこともできるし、打った駒をすぐに動かしてもよい。玉を詰めるのではなく、実際に取るまで勝ちにならない（通常の詰みの状態でも、相手が2手指して逃げられることがあるため）。

## 駒の動き全般をアレンジしたもの

### 覆面将棋
「影武者」とも呼ばれる。詰ますべき駒が玉将ではなく盤上の別の駒で、その駒が何であるかを対局者に知らせずに（すなわち、「覆面をかぶった」状態で）指す。対局者は審判にあらかじめ対象となる駒を告げておき（審判がいない場合、事前に紙に記しておくなどする）、その駒が取られると負けとなる。玉将の代わりの駒が相手の駒の利きに入っても負けにはならないルールがある。また、玉将が手持ちの駒となる局面もある。

### 本挟み将棋
お互いに2手ずつ駒を動かし、相手の駒があるマスへ進むことはできず、相手の駒を挟めば取れる。縦か横に敵の駒を挟むと、自分の持ち駒になる（複数の駒を一度に挟んで取ることもできる）。取った駒を使うこともできるが、その場合打って挟んでも取ることができない。王将が敵の駒に挟まれたら負け。

### オセロ将棋
オセロから借りた「挟んだ駒は自分のものになる」というルールを加えたものである。基本的なルールは将棋と同様だが、駒を動かした時、動かした駒と他の自分の駒で縦、横、斜めのいずれかの方向に敵の駒を挟むと、挟んだ駒の向きを180度回転して自分の駒にできる（このことを"オセロ"という）。複数の駒を一度にオセロする事もできる。はさみ将棋と違い、取るのではなくその場で自分の駒に変わるということである。
ただし、持ち駒を打って挟んでもオセロはできない。これは盤上の駒を動かした時のみである。また、オセロの結果二歩になったり、行き所のない駒ができたりするような手は禁手である。玉将がオセロされたら負けとなる。
八王子将棋クラブで考案されたとしている。

### 円筒将棋
パックマン将棋、ループ将棋、タンヤオ将棋などとも称する。1筋と9筋がつながっている将棋である。このため、飛車・角行の行動範囲が極めて広がり、また横方面からの飛車王手は合い駒が利かない場合がある（一方の側に合い駒をしても、反対側から回りこんで取れる）などの特徴がある。

### 量子将棋
すべての駒があらゆる種類の駒である可能性を持っており、すべての駒の動きをすることができる。しかし、あくまでも駒の種類と数は本将棋と同じであり、その駒が特定の動きを行う(観測される)ことにより駒の種類が特定されてゆく。
例えば、初手に量子状態の駒が2マス前方に移動した場合、その動きをできる駒は飛車と香車だけであるから、以後この駒の動きはこの2つに限定され、斜めの移動などはできなくなる。また、量子状態の駒が飛車と確定した場合、他のすべての自駒が飛車の可能性を失う。このようにして、王将と確定した駒が詰みの状態になった場合に勝敗が決まる。
動きだけではなく、ルールによって駒の種類が確定されることもある。最上段で不成の駒は歩・桂・香の可能性を失う、取られた駒は王将ではなくなる、など。

## 駒の動きを一部アレンジしたもの

### 安南将棋
前後に隣接した駒のうち、前の駒が後ろの駒の動きに変化する。

### 獅子王将棋
10枚落ちの状態（玉将と歩兵のみ）で指す代わりに、上手の玉将は二手連続で動かすことが出来る将棋。19枚落ち（玉将のみ）の初期配置で指したり、下手が飛車と角行を1枚ずつ持ち駒に追加したりすることもある。
上手の判断で、玉将は1手のみ動かしても良い。すなわち、中将棋の獅子と同様の動きをする。上手の玉のみ獅子王であるため、中将棋における獅子の動きの制約は一切ない。
獅子王は周囲2マス分の最大24マスに利きがあるために足が速く、下手は慎重に指さないと上手にあっという間に詰まされてしまう。

### 八方桂
桂馬が「前後2・左右1の位置」と「前後1・左右2の位置」の、合計八ヵ所に移動できるようになったもの（チェスのナイトと同じ動き方）。

### 取らず銀
「不死身銀」「無敵銀」ともいう。上手の銀将を下手が取ることができず、この銀将自体のことを「取らず銀」（または「取られずの銀」など）と呼ぶこともある。
初期配置の時点で、上手（取らず銀側）は飛車・角行・両方の金将・香車の6枚を落とした6枚落ちから開始する（桂馬および片方の銀将も落とした9枚落ちや、歩兵も落とした18枚落ちのこともある。この場合、銀将は玉将の隣（4九、6九）に配置する（3九、7九とするルールもある）。
下手は取らず銀を取ることが出来ないが、取らず銀が下手の駒を取ることは出来る。敵駒を気にせず進めるため非常に強力な駒となる。上手が下手から取った銀将を打っても、それは普通の銀将である。取らず銀はあくまで最初に配置した上手の銀将に限る。
また取らず銀も成ることができる（成れないとするルールもある）が、その成銀は取らず銀の性能を失い、相手は普通に取ることができる。不成は自由である。下手が取らず銀の成銀を取って、それを打っても普通の銀将であり、上手がそれを取り返して打ってもやはり普通の銀将である。
同じ棋力の指し手同士ならば、先手と後手はほぼ互角とされる。

## その他

### 歩なし将棋
歩を使わない将棋。大山康晴が初心者に将棋を教えるときに用いていたと言われている。高橋和女流三段監修の「ドラえもん はじめての将棋」で製品化。
本将棋に比べ初心者にわかりやすい、短時間で決着がつきやすいなどの長所がある反面、駒の価値が通常と異なる点に注意を要する。特に走り駒（大駒や香車）の価値が、本将棋より若干高い。

### 王手将棋
ゲームの目的が玉将（王将）を詰めることではなく、王手をかける点。すなわちとにかく一方が王手をかけた時点で勝ちとなるという単純なルールである。その際、持ち駒で王手をかけてもよく、打ち歩王手もよい。
たとえば、▲7六歩△8四歩▲3三角成で先手の勝ちである。
慶應義塾大学OBによる『王手将棋大全』という35ページにわたる資料が確認されており、この作者によると突き詰めていけば先手必勝ではないか、としている。『王手将棋大全』では先手の打ち歩王手を禁じ手とし、千日手は後手勝ちとするようにルールを変更している。また初手▲7六歩は推奨せず、初手は▲2六歩がよいとしている。
二手指し将棋と合体させた「二手指し王手将棋」というゲームもある。

### かくし将棋
対局前に駒を並べる時に、手前から数えて3列目に歩兵を9枚とも配置することと、それ以外の駒を歩兵より手前に配置することの2点を守っていれば、それ以外に並べ方の決まりはないという点である。言い換えれば、歩兵以外の11枚は手前2列であればどこに置いても構わないのである。
この時に、お互い相手がどのように駒を配置するか見えなくするために、真ん中についたてを立てておく。そして両者並べ終わったところでついたてを取り払い、対局開始となる。このため「ついたて将棋」と呼ばれることもあるが、同名の別のゲームが存在するため望ましくない呼称である。

### トライ将棋
初期配置における相手玉の位置（先手なら5一、後手なら5九）に相手の駒が利いていないとき、その位置に自分の玉を進めると、その場で勝ちとなる将棋である。

### アドバンスド将棋
ペア将棋でペアを組む相手が人間ではなくコンピュータ将棋。ガルリ・カスパロフが考案したアドバンスト・チェスの将棋版。

### リレー将棋
途中交代して指す。SUNTORY 将棋オールスター 東西対抗戦で行われている。